# Wasps
Maillots
Les Wasps sont un club professionnel anglais de rugby à XV créé en 1867, d'abord basé à Londres, puis à Coventry à partir de 2014. Le club est un des plus anciens clubs anglais. Ecarté de toute compétition depuis la saison 2022-2023 pour des raisons financières. Le club est placé en redressement judiciaire le 17 octobre 2022, et en sort le 16 décembre de la même année, le nom et les structures du club étant sauvées. Les propriétaires espèrent reprendre l'activité professionnelle et annonce en 2023 un projet de déménagement dans le Kent.
Les Wasps possèdent l'un des plus beaux palmarès du rugby à XV anglais avec deux Coupe d'Europe, un Challenge européen, six Championnat d'Angleterre. Le club remporte également trois Coupe d'Angleterre. Lors de la décennie 2000-2010, il remporte au moins une fois toutes les compétitions auxquelles il participe. Il gagne la Coupe d'Europe à deux reprises en 2004 et 2007. Il remporte le Challenge européen en 2003. Sur le plan national, il s'impose dans le championnat d'Angleterre à quatre reprises dont trois fois consécutives : 2003, 2004, 2005 et 2008. Il conquiert également la coupe d'Angleterre en 1999, 2000 et 2006.

## Histoire

### Origines (1860-1890)

#### Naissance du club
Les Wasps naissent en 1867 de la scission du Hampstead Football Club, fondé un an plus tôt, en 1866 ; les Harlequins étant l'autre club résultant de la scission. Le premier président du club est James Pain, le secrétaire général William Alford et le premier capitaine Fred Alford. Le choix du nom est dû à une fantaisie de l'époque victorienne de nommer avec des noms d'animaux les clubs, ce qui attribue au club le nom de London Wasps — les guêpes de Londres en français — et les couleurs officielles du club sont associées à ce choix, les maillots étant parés de jaune et noir.

#### Premières années
Quatre ans plus tard, en 1871, les Wasps sont un club établi lorsque la Rugby Football Union (RFU) est en projet de création. Malgré une invitation, le représentant du club n'est pas présent à la rencontre qui entérine la fondation de la fédération anglaise et le club ne figure pas parmi les clubs fondateurs de la RFU. Deux versions coexistent sur la raison de cette absence : selon la première, le club londonien aurait tout simplement envoyé son représentant au mauvais endroit le mauvais jour tandis que la seconde explique que le représentant se serait présenté à un bar du même nom, et après avoir bu plusieurs verres, aurait remarqué son erreur mais qu'il était trop saoul pour corriger.
Dès 1872, un match entre les Wasps et une équipe du quartier londonien de Hendon est rapporté, se concluant par la victoire des Wasps, et on y voit les prémices des essais se dessiner. En 1874, les Wasps battent le Ipswich RC à Ipswich, avec un but, deux essais et de nombreux « rouges », une sorte de touchdown. Les London Wasps réussissent leur saison 1875-1876 notamment grâce à leur capitaine BJ Angle. Aux environs de 1880, le stade des Wasps change de localisation et se situe alors dans le quartier de Putney. À cette période, les Wasps ont déjà deux équipes et en l'absence de compétition officielle, les Wasps organisent chaque année depuis 1887 une douzaine de rencontres avec des clubs des alentours ; la majorité des clubs qui affrontent les Wasps sont de nos jours disparus mais le club des London Scottish, à l'époque appelé sous le nom de St. Andrew's Rovers dans le calendrier des matchs des Wasps, existe toujours aujourd'hui.

### De 1890 jusqu'à 1930
En 1891, GH Harnett, qui joue déjà avec l'équipe depuis 1880, est élu président du club, fonction qu'il garde jusqu'à sa mort en 1930. Entre décembre 1914 et janvier 1915, les joueurs des Wasps partent quasiment tous sous les drapeaux pour la Première Guerre mondiale, rejoignant un mouvement suivi par des clubs tels les Harlequins ou les London Scottish. 27 internationaux anglais décèdent pendant la guerre, dont certains des Wasps.
En 1923, après des années de location de stade dans des lieux divers, les London Wasps achètent un stade à Sudbury et y installent à proximité le siège permanent du club.

### Années 1930 — 1970
Dans les années 1930 et durant le capitanat de Ronnie Swyer, lequel joue la totalité des matchs de 1920 à 1934 sauf trois, les Wasps retrouvent un très bon niveau : lors de la saison 1930/1931, ils réalisent la saison parfaite, en ne concédant aucune victoire avec un total annuel de 530 points contre 76 encaissés. Le successeur de Swyer, Neville Compton, capitaine de 1939 à 1947 excepté durant la Seconde Guerre mondiale, est le premier joueur des Wasps à jouer pour les Barbarians, néanmoins, il ne devient pas le premier sélectionné international des Wasps depuis la guerre. Pendant la guerre, les Wasps continuent à jouer des matchs en ouvrant le club à tous contre une petite somme d'argent.
Cet honneur de la sélection internationale revient à Patrick Sykes, sélectionné en équipe d'Angleterre, le 29 mars 1948 contre la France ; Sykes joue sept matchs du Tournoi des Cinq Nations entre 1948 et 1953. La même année, les Wasps remportent le titre dans le Middlesex sevens. L'exemple de Sykes est suivi, et les Wasps fournissent à partir de cette date certains internationaux au pays de Galles comme à l'Angleterre. Ted Woodward (15 sélections), Bob Stirling (18 capes), Richard Sharp, (14 sélections), Don Rutherford (14 capes également) et Peter Yarranton (5 sélections) furent notamment de ceux-ci.
En 1951, les Wasps terminent second du Middlesex sevens, en 1952, en revanche, ils remportent le titre. À l'approche du centenaire du club, en 1967, la chance des Wasps commence à tourner et les années 1970 sont pauvres en performances. En revanche, la fin des années 1980 voit les Wasps devenir finaliste par deux fois consécutives (en 1986 et 1987) de la John Player Cup, nom de la Coupe d'Angleterre de l'époque, perdant 25 - 17 puis 19 - 12 face à Bath.

### De 1987 à 2001
Pour le premier championnat d'Angleterre de rugby à XV lors de la saison 1987 — 1988, les Wasps terminent deuxième du championnat d'Angleterre à un point derrière les Leicester Tigers. L'année suivante, les tables d'attribution des points ayant changé, les Wasps ont beau gagner un match de plus, ils ne finissent qu'avec 15 points, terminant troisièmes derrière le Gloucester RFC qui les devance uniquement grâce à la différence de points en match. En mai 1989, lors de matchs face à la Roumanie, les capitaines de l'équipe A, B et moins de 21 ans d'Angleterre sont tous issus des rangs des Wasps. 1989 — 1990 représente l'apogée du club ; il remporte le championnat devançant d'un point Gloucester, ne concédant que deux défaites et réussissant neuf victoires.
En 1991, les Wasps terminent deuxième, devancés d'un point par Bath au classement malgré une victoire 16 à 15 à Bath lors du match les opposants. L'année suivante, les Wasps réalisent une saison médiocre, ne terminant que 7e du championnat mais en 1993, l'équipe termine à nouveau deuxième derrière Bath, seulement départagés par la différence de points marqués. En 1993-1994, avec l'introduction des matchs aller et retour pour chaque équipe, le London Wasps termine troisième ; l'année suivante, le Leicester Tigers remporte le championnat devant Bath et les Wasps, lesquels remportent néanmoins 52 à 22 leur match à domicile face aux Sale Sharks, soit le plus grand écart de points du championnat. En 1996, les Wasps terminent quatrième et accèdent à la première Coupe d'Europe de rugby à XV à laquelle participe des clubs anglais. Durant ces années de succès, les Wasps entament leur entrée dans la professionnalisation, malgré quelques ennuis d'ordre financier au début.
Si en 1997, les Wasps réalisent une excellente saison en remportant le titre avec 37 points, six devant Bath, pour leur première Coupe d'Europe, ils échouent à la troisième place de la poule D sans se qualifier en quart de finale malgré une victoire en octobre 1996, 77 à 17 face au Stade toulousain, le tenant du titre. L'année suivante, les London Wasps réalisent leur victoire avec le plus d'écart de points en championnat tout en battant le record du plus grand nombre de points inscrits en un match ; ils remportent 71 à 14 leur match face au West Hartlepool RFC en inscrivant 10 essais, ce qui est également le record des Wasps. En Coupe d'Angleterre, les Wasps atteignent la quatrième finale de leur histoire mais perdent 48 à 18 face aux Saracens, et en championnat, malgré leur statut de champion en titre, les Wasps ne finissent que neuvièmes sans qualifier en Coupe d'Europe, ne remportant que trois matchs sur les onze à l'extérieur. Enfin, en Coupe d'Europe, les Wasps, après avoir facilement remporté leur poule, perdent dès les quarts face au CA Brive. La H-Cup 1999 se déroulant sans les clubs anglais, les Wasps non qualifiés ne perdent finalement rien et en championnat, terminent cinquièmes avec 31 pts avec à la clé une qualification européenne.
L'année 2000 est décevante en championnat où les Wasps finissent septième et non qualifiés pour la H-Cup. Si, en phase de poule de la coupe d'Europe, les Wasps écrasent les tenants du titre de l'Ulster Rugby 49 à 17, le club est défait en quart de finale par les Northampton Saints qui remporteront la compétition. Avec l'apparition de play-offs en championnat l'année suivante, le London Wasps parvient à se relancer ; deuxième de la phase régulière, ils échouent en demi-finale face à leurs rivaux du Bath Rugby après avoir vaincu les joueurs du Gloucester Rugby Football Club.

### 2002 à 2007: Domination nationale

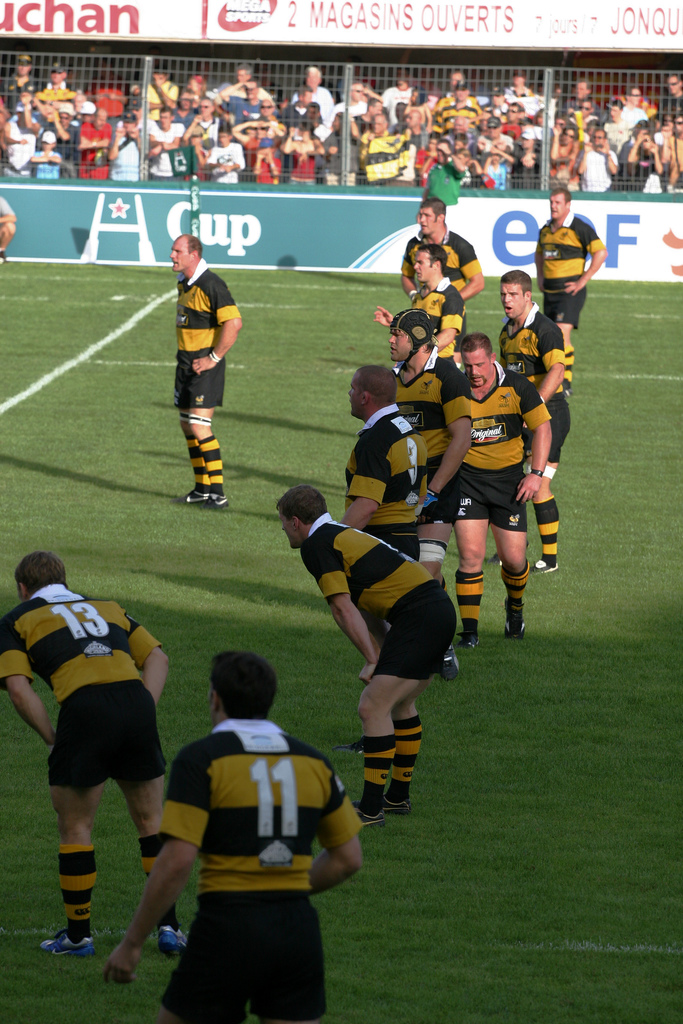
Les Wasps jouent contre l'Usap en 2006 en Coupe d'Europe.

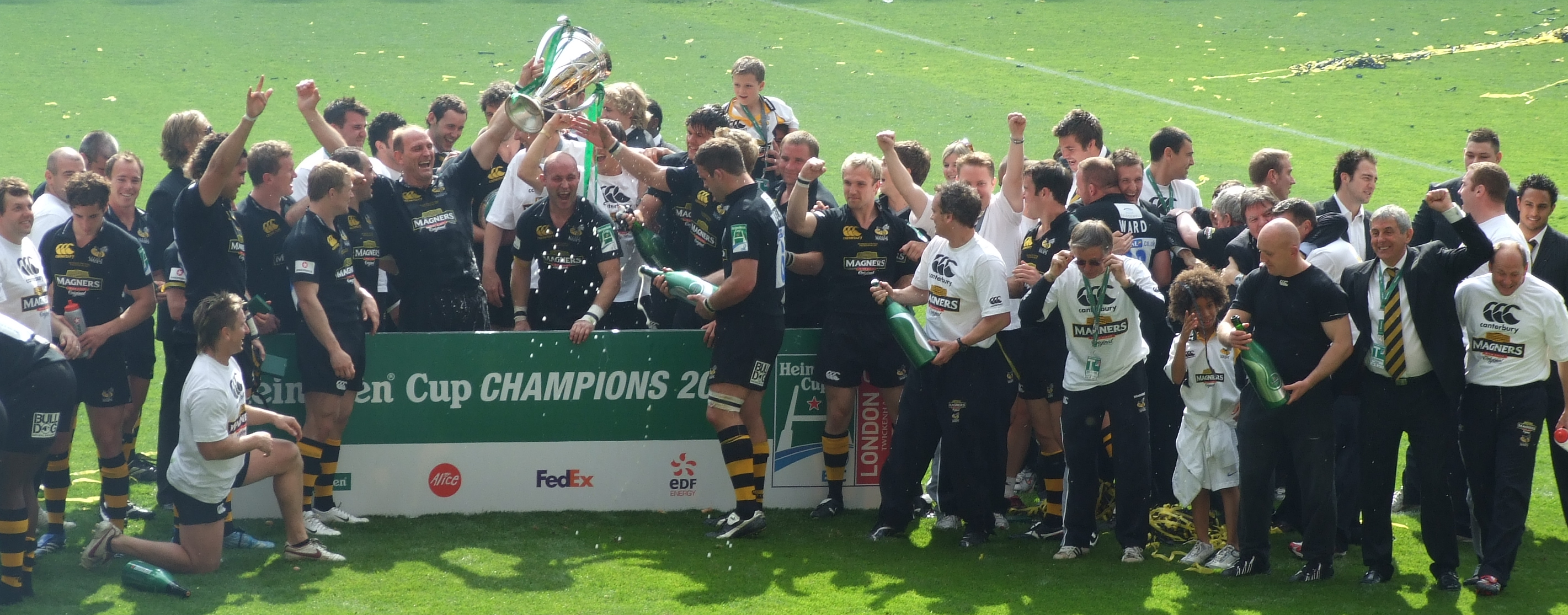
Les Wasps célèbrent leur victoire en Coupe d'Europe en 2007.

La saison 2001-2002 voit les Wasps échouer à la 7e place du championnat avec 54 points contre 83 pour les premiers du Leicester Tigers. Qualifiés seulement pour le Challenge européen et pour les play-offs de championnat, ils sont défaits dans lesdits play-offs 43 à 17 par les Sale Sharks dès les quarts de finale. En Coupe d'Europe, ils sont éliminés en phase de poule, terminant 3e de la poule 3. Absents, comme en 2001, de la coupe d'Europe en 2003, les Wasps terminent deuxième également comme cette année-là, quinze points derrière Gloucester ; en demi-finale, ils triomphent des troisièmes, le Northampton Saints, 19 à 10. Ils disputent le 25 mai la finale du Challenge Européen qu'ils remportent 48 - 30 face à Bath au Madejski Stadium puis continuent sur leur lancée pour écraser en finale du championnat Gloucester 39 à 3 dans le Stade de Twickenham. Ils remportent ainsi le premier titre de leur histoire à la suite de play-offs.
L'année 2003-2004 est glorieuse chez les Wasps : en H-cup, après des phases de poules dominées et un quart de finale remporté 34 - 3 contre Gloucester, les Wasps éliminent consécutivement le Munster et le Stade toulousain pour s'approprier leur première victoire en coupe. En championnat, le club anglais s'impose de nouveau en play-off après une deuxième place lors de la saison régulière, dominant le Bath Rugby d'une courte tête 10 à 6. La domination des Wasps en championnat continue en 2005 ; toujours deuxièmes de la saison régulière les Wasps vainquent Sale 44 à 22 en demi puis Leicester en finale 39 à 14. En H-Cup, malgré leur position de tenant du titre, les Wasps échouent à la troisième place en poule, dominés par le Biarritz olympique et Leicester. Enfin, en coupe d'Angleterre, les Wasps sont disqualifiés selon la règle 6.2 en huitièmes de finale malgré leur victoire pour avoir fait jouer un joueur ayant participé à la compétition sous les couleurs d'une autre équipe, en l'occurrence Jonathan Barrett.
En 2006, en H-Cup, dans une poule composée du Stade toulousain, d'eux-mêmes, du Llanelli Scarlets et du Edinburgh Rugby, les Wasps terminent deuxième, comptabilisant deux victoires contre Llanelli et Edinburgh et un nul à Toulouse, le tout à domicile ; les autres matchs sont perdus. En championnat, ils terminent quatrièmes et derniers qualifiés pour la Coupe d'Europe ; en demi-finale des plays-offs, ils retrouvent le champion en titre, Sale, qui se qualifie 22 - 12 aux dépens des Wasps malgré quatre pénalités de Mark van Gisbergen pour ces derniers. Le club accède également à la finale de la Coupe anglo-galloise après une victoire face à leurs rivaux du Leicester Tigers, qu'ils vainquent 22 à 17 malgré trois essais contre un mais avec l'aide des 17 points de Jeremy Staunton, en demi-finale. Opposés aux Gallois du Llanelli Scarlets à Twickenham qu'ils avaient affrontés en Coupe d'Europe, les Wasps remportent une victoire poussive 26 à 10 à la fin du temps réglementaire, contre 10 - 10 à la mi-temps ; avec l'aide de deux essais de l'international Tom Voyce.

### 2007 à 2022
En 2007, les Wasps réalisent une saison contrastée ; en championnat, cinquièmes, il n'accède pas aux play-offs, mais se qualifie tout de même pour la Coupe d'Europe de l'année suivante. Dans ladite coupe, les Wasps éliminent tour à tour le Leinster Rugby 35 à 13 en quart, les Northampton Saints 30 à 13 en demi, et les Leicester Tigers 25 à 9 en finale pour s'adjuger le titre, avec une belle performance de leur demi d'ouverture Alex King ; en coupe nationale cependant, ils sont derniers de la poule, remportant un seul match sur trois face au London Irish.
Tenant du titre en Coupe d'Europe, les Wasps, dans la poule du Munster, de l'ASM Clermont Auvergne et des Llanelli Scarlets, sont éliminées en terminant troisièmes de leur groupe, devancés d'un point par Clermont et le Munster qui totalisent eux-deux 19 points. Lors de la coupe d'Angleterre, les Anglais franchissent la phase de poule aisément mais sont défaits 34 - 24 par les Leicester Tigers en demi-finale. Malgré leurs défaites en coupes, les joueurs des Wasps réalisent en championnat une bonne saison régulière, terminant deuxième derrière le Gloucester RFC. En demi-finales des play-off, les Wasps battent Bath Rugby 21 à 10, puis, après une première mi-temps excellente face aux Leicester Tigers où ils mènent 23 à 6, ils remportent le championnat 26 à 16, dont 16 points de Mark van Gisbergen pour les Wasps.
En 2009, les Wasps sont de nouveau éliminés dès les poules de la Coupe anglo-galloise, devancés par le Gloucester RFC. En H-Cup, le scénario se reproduit, et les Wasps cèdent face aux futurs champions du Leinster. En championnat, ils ne sont pas plus brillants et, septièmes, ne se qualifient pas pour la Coupe d'Europe. L'année suivante, ils sont toujours aussi malheureux en coupe nationale, deuxième d'une poule dominée par les Gallois des Cardiff Blues, cependant, le Challenge européen réussit plus aux Wasps qui, après avoir passé les poules et battu Gloucester en quart, s'inclinent une nouvelle fois face à Cardiff, en demi-finale. Enfin, en championnat, le club anglais accroche la cinquième place, soit une qualification en H-Cup mais pas de play-off.
Si, en 2011, la coupe anglo-galloise ne réussit toujours pas aux Wasps éliminés en poules malgré une seconde place, ces derniers accrochent en H-Cup une qualification en quart de finale du Challenge européen 2010-2011 ; néanmoins, les Wasps sont défaits par les Harlequins 32 à 22 dès les quarts de finale, malgré trois essais du côté des Wasps contre 2 chez les Harlequins. En Aviva Premiership, les Anglais sont décevants, ne terminant que neuvièmes et non qualifiés pour la H-Cup. En 2012, toujours sans réussite en coupe anglo-galloise où ils sont éliminés dès les qualifications, les Wasps ne parviennent qu'en quart de finale du Challenge européen 2011-2012 où le Biarritz olympique les défont à domicile 26 à 23.
En octobre 2014 le club annonce son déménagement à Coventry, à la Ricoh Arena,. Le premier match à domicile, dans leur nouveau stade, a eu lieu le 21 décembre 2014 contre les London Irish.

### Faillite du club
Le 17 octobre 2022, le club est placé en redressement judiciaire : ce dernier conduit au forfait de l'équipe pour le reste de la saison 2022-2023 et au licenciement des joueurs et du personnel. Le 16 décembre, la RFU annonce que les Wasps feront leur retour en deuxième division anglaise pour la saison 2023-2024. Le rachat du club par l'entreprise HALO22 Limited, propriété de Christopher Holland, l'ex-directeur du club, est finalisé et a été accepté par la RFU. Néanmoins, la fédération annonce le 18 mai 2023 son refus d'inscription des Wasps en Championship, à défaut de suffisamment de garanties présentées ; le club est alors relégué au plus bas niveau de la hiérarchie nationale, la 10e division.
En octobre 2023, soit au bout d'un an sous administration judiciaire, et alors que le club ne compte plus un licencié, les Wasps annoncent vouloir s'implanter à Swanley dans le Kent pour un retour à la compétition en 2024.

## Identité visuelle

### Logo
En parallèle de son déménagement à Coventry, le logo des Wasps abandonne toute connotation géographique et ne laisse inscrite que le nom Wasps.
En juillet 2021, un nouveau logo est adopté par les Wasps, valable autant pour l'équipe masculine que l'équipe féminine, l'académie de rugby, le club amateur du Wasps FC ou encore l'équipe de netball ; afin de symboliser cette uniformité entre clubs sportifs, la forme ovale en arrière-plan disparaît du visuel. La guêpe est quant à elle représentée avec quatre pattes, de la même manière que le logo original du club.

Évolution du logo
Logo des London Wasps.
Logo de 2014 à juillet 2021.
Logo instauré en juillet 2021.

## Palmarès
Les Wasps ont souvent brillé au niveau européen depuis la création de l'épreuve en 1995, puisqu'ils l'emportent à deux reprises en 2004 et 2007. Ils n'ont pas toujours disputé la « grande » Coupe d'Europe (par opposition au Challenge européen). Ils ont été absents à deux reprises en raison de la non-participation des clubs anglais à deux éditions et ont disputé deux saisons le Challenge européen s'imposant en 2003. Les London Wasps entament en 2010-2011 leur douzième participation en Coupe d'Europe (sur quatorze possibles).
Le tableau suivant récapitule les performances de Sale dans les diverses compétitions anglaises et européennes.
| Compétitions nationales | Compétitions européennes                                                                | Tournois amicaux                             |
| --- | --------------------------------------------------------------------------------------- | -------------------------------------------- |
| Championnat d'Angleterre - Champion (6) : 1990, 1997, 2003, 2004, 2005, 2008 - Vice-champion (5) : 1988, 1991, 1993, 2017, 2020 Championnat d'Angleterre de D2 - Champion (1) : 1994 Coupe d'Angleterre - Vainqueur (3) : 1999, 2000 et 2006 - Finaliste (4) : 1986, 1987, 1995 et 1998 | Coupe d'Europe - Vainqueur (2) : 2004, 2007 Challenge européen : - Vainqueur (1) : 2003 | Trophée des Champions - Vainqueur (1) : 2003 |

## Les finales des Wasps
On accède, lorsqu'il existe, à l'article qui traite d'une édition particulière en cliquant sur le score de la rencontre.

### Championnat d'Angleterre
| Date de la finale | Vainqueur     | Score           | Finaliste        | Lieu de la finale   | Spectateurs |
| ----------------- | ------------- | --------------- | ---------------- | ------------------- | ----------- |
| 31 mai 2003       | London Wasps  | 28 – 23         | Gloucester RFC   | Twickenham, Londres | 28 500      |
| 29 mai 2004       | London Wasps  | 10 – 6          | Bath Rugby       | Twickenham, Londres | 59 500      |
| 14 mai 2005       | London Wasps  | 39 – 14         | Leicester Tigers | Twickenham, Londres | 66 000      |
| 31 mai 2008       | London Wasps  | 26 – 16         | Gloucester RFC   | Twickenham, Londres | 81 600      |
| 27 mai 2017       | Exeter Chiefs | 23 – 20 (a. p.) | London Wasps     | Twickenham, Londres | 79 657      |
| 24 octobre 2020   | Exeter Chiefs | 19 – 13         | London Wasps     | Twickenham, Londres | huis-clos   |

### Coupe d'Angleterre (Coupe anglo-galloise depuis 2005)
| Date de la finale | Vainqueur    | Score   | Finaliste          | Lieu de la finale            | Spectateurs |
| ----------------- | ------------ | ------- | ------------------ | ---------------------------- | ----------- |
| 26 avril 1986     | Bath Rugby   | 25 – 17 | London Wasps       | Stade de Twickenham, Londres | 24 500      |
| 2 mai 1987        | Bath Rugby   | 19 – 12 | London Wasps       | Stade de Twickenham, Londres | 35 500      |
| 6 mai 1995        | Bath Rugby   | 36 – 16 | London Wasps       | Stade de Twickenham, Londres | 60 000      |
| 9 mai 1998        | Saracens     | 48 – 18 | London Wasps       | Stade de Twickenham, Londres | 65 000      |
| 15 mai 1999       | London Wasps | 29 – 19 | Newcastle Falcons  | Stade de Twickenham, Londres | 48 000      |
| 13 mai 2000       | London Wasps | 31 – 23 | Northampton Saints | Stade de Twickenham, Londres | 48 000      |
| 9 avril 2006      | London Wasps | 26 – 10 | Llanelli Scarlets  | Stade de Twickenham, Londres | 57 212      |

### Coupe d'Europe
| Date de la finale | Vainqueur    | Score   | Finaliste        | Lieu de la finale   | Spectateurs |
| ----------------- | ------------ | ------- | ---------------- | ------------------- | ----------- |
| 23 mai 2004       | London Wasps | 27 – 20 | Stade toulousain | Twickenham, Londres | 73 057      |
| 21 mai 2007       | London Wasps | 25 – 9  | Leicester Tigers | Twickenham, Londres | 81 076      |

### Challenge européen
| Date de la finale | Vainqueur    | Score   | Finaliste  | Lieu de la finale         | Spectateurs |
| ----------------- | ------------ | ------- | ---------- | ------------------------- | ----------- |
| 25 mai 2003       | London Wasps | 48 – 28 | Bath Rugby | Madejski Stadium, Reading | 18 074      |

## Personnalités du club

### Joueurs célèbres
- Rob Andrew

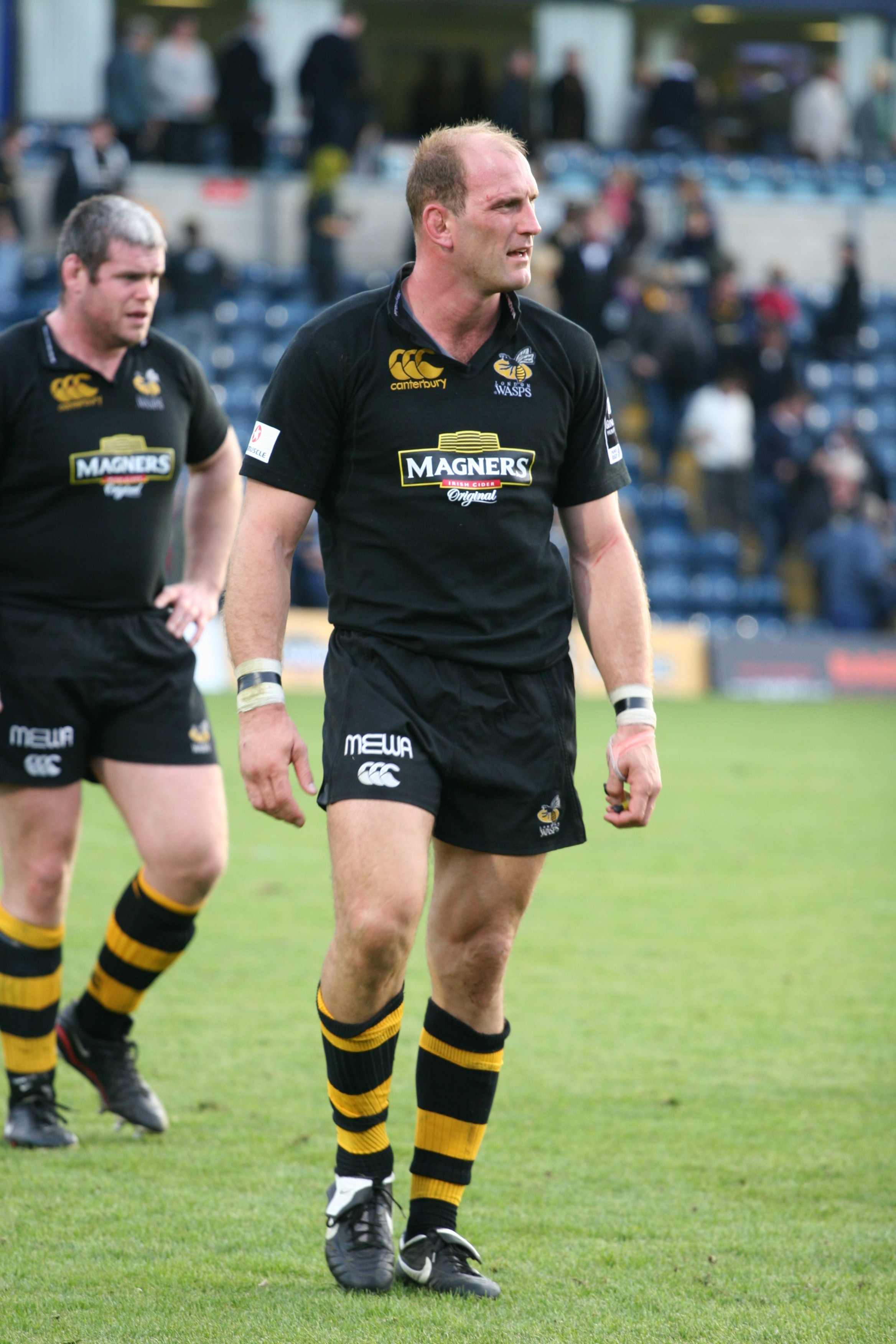
Lawrence Dallaglio
- Will Green
- James Haskell
- Alex King
- Josh Lewsey
- Tom Palmer
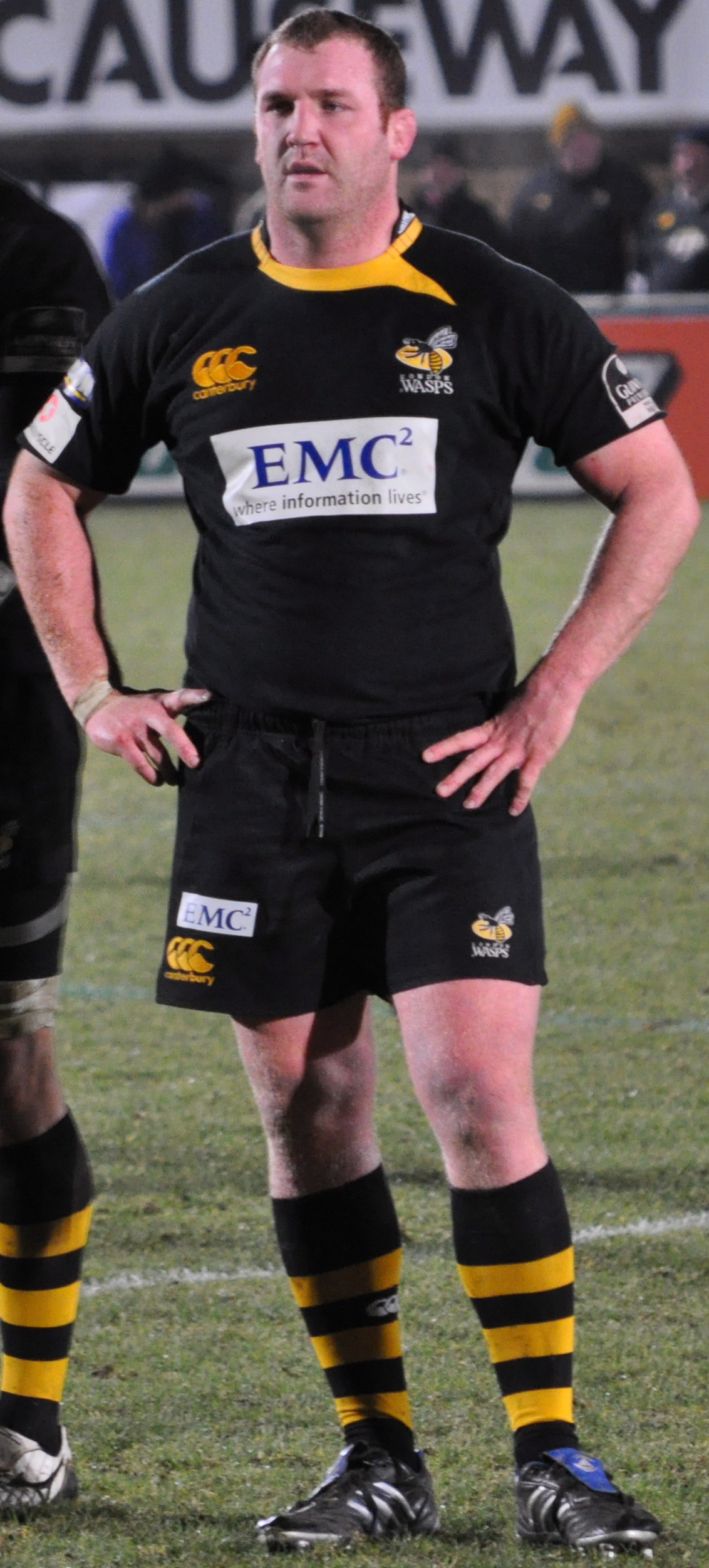
Tim Payne
- Paul Rendall
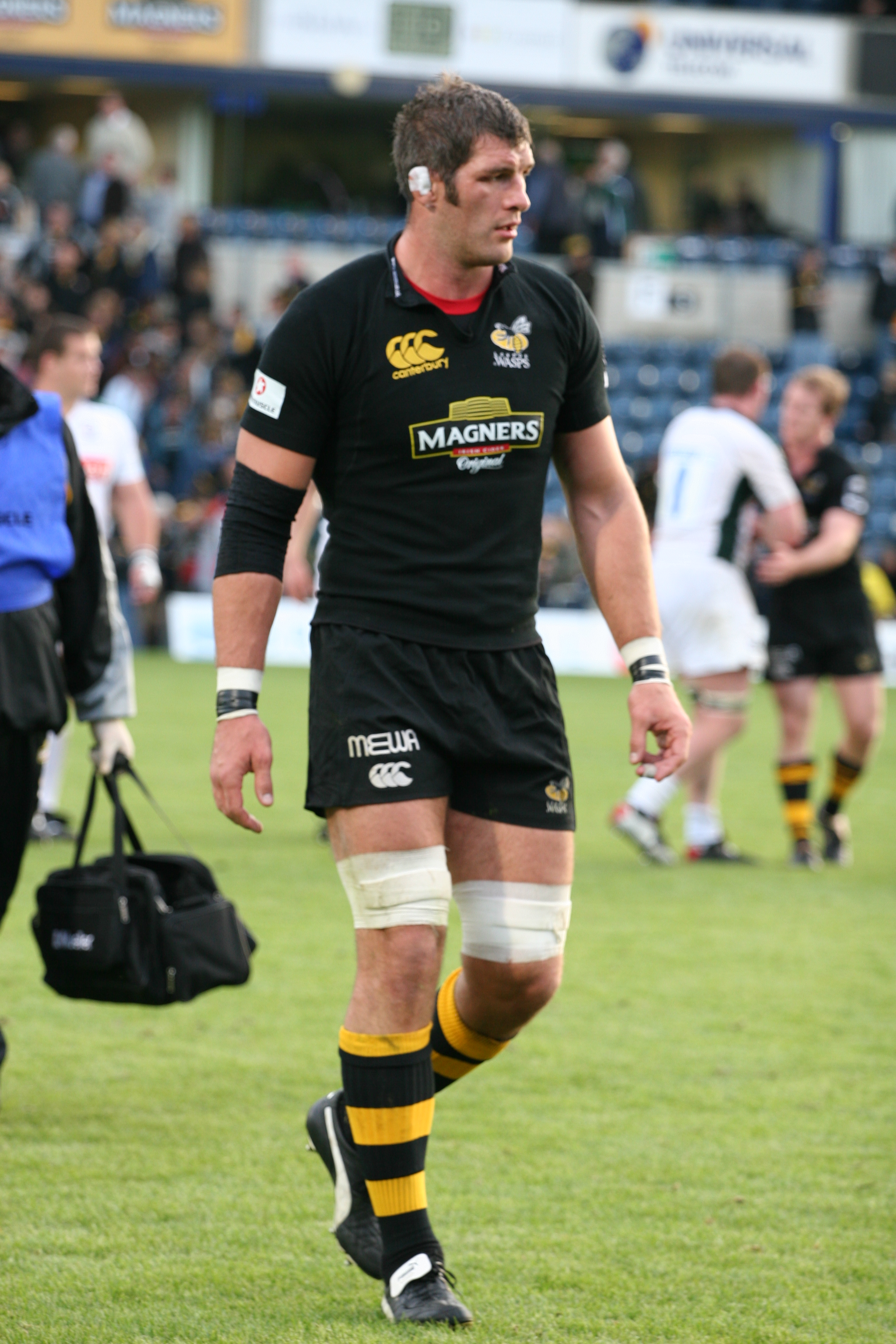
Simon Shaw
- Phil Vickery
- Rob Webber
- Joe Worsley
- Serge Betsen
- Raphaël Ibañez
- Rob Howley
- Stephen Jones
- Kenny Logan
- Andy Reed
- Hugo Southwell
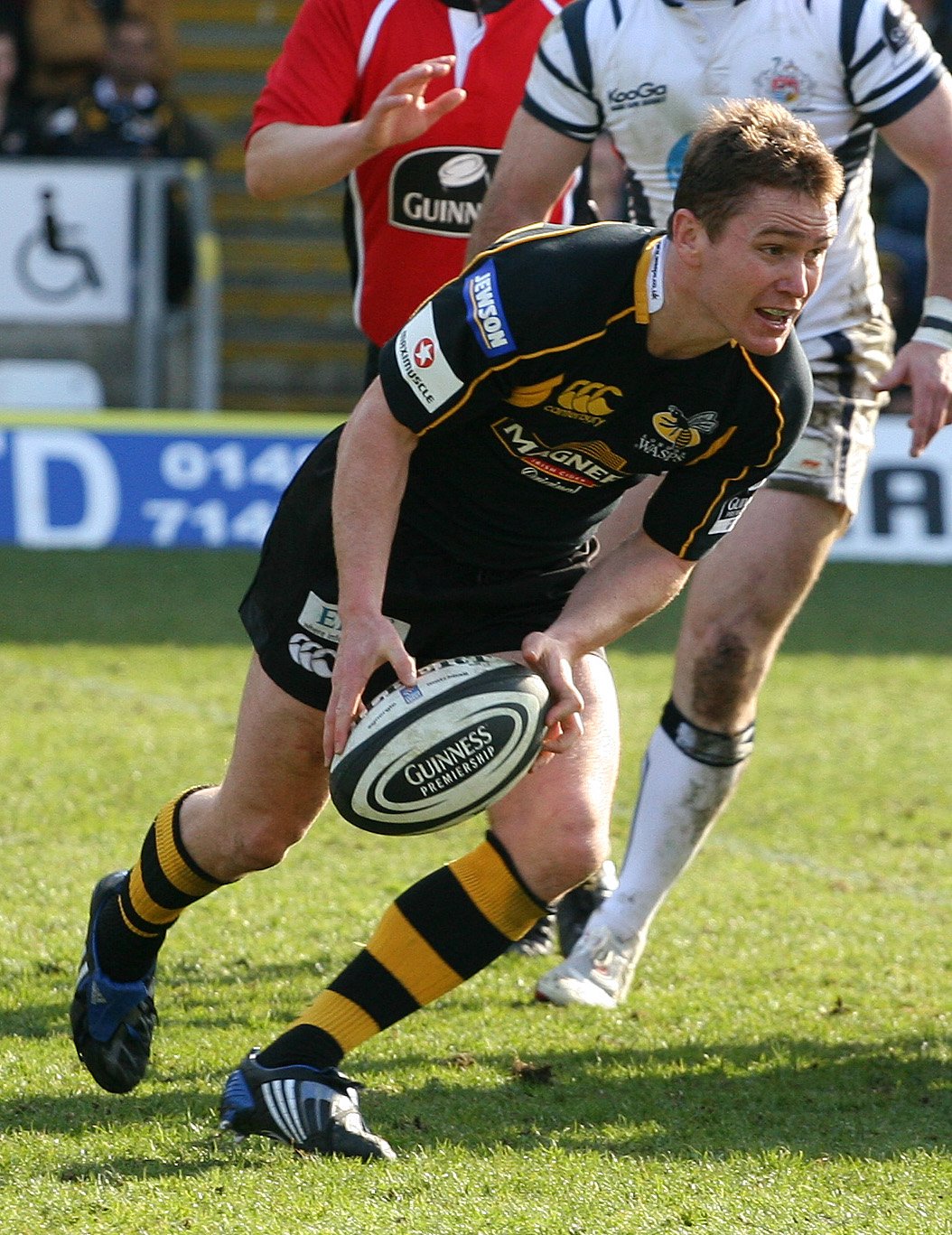
Eoin Reddan
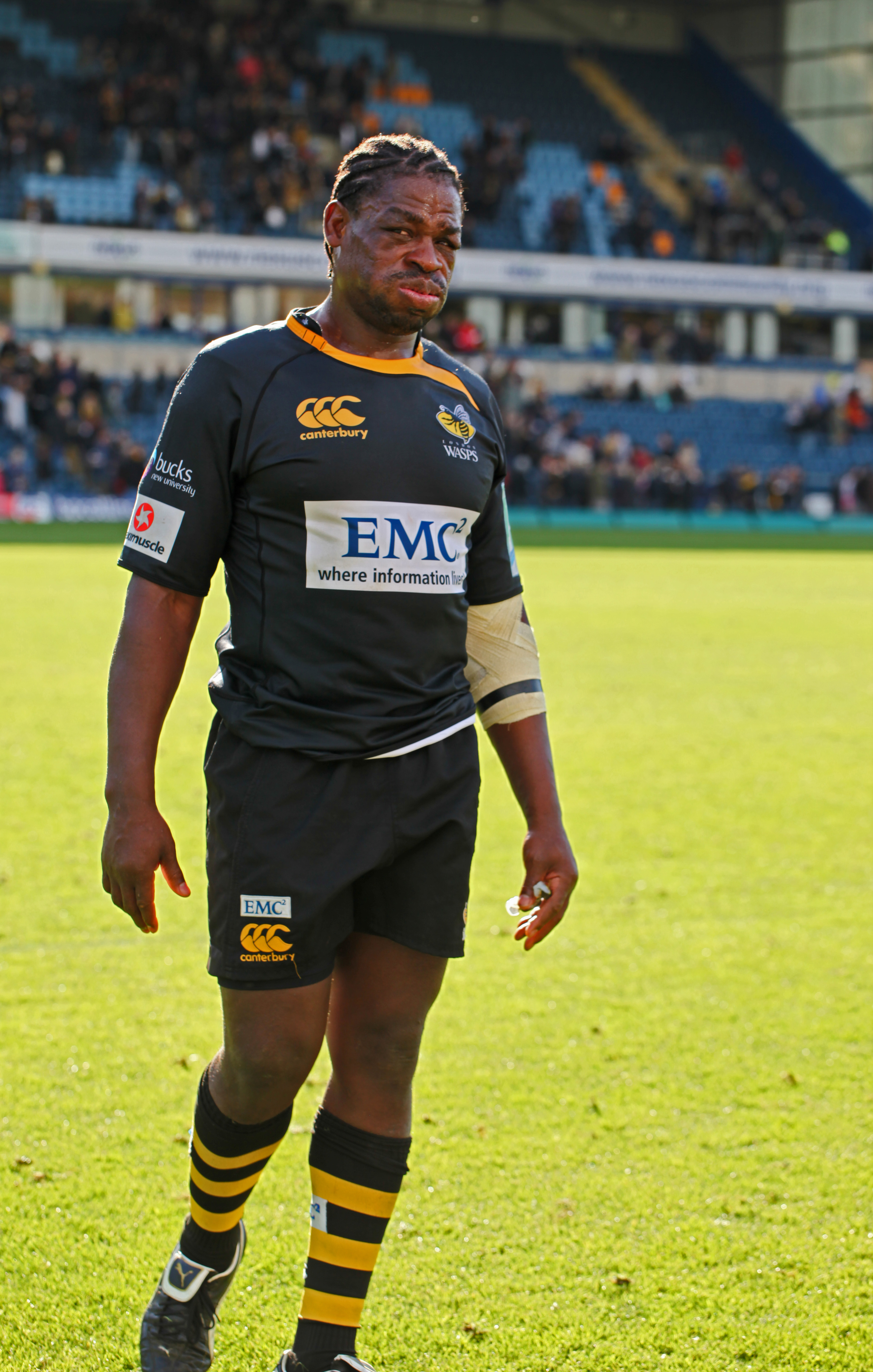
Serge Betsen

- Craig Dowd
- Daniel Leo
- Trevor Leota
- Sakaria Taulafo
- Gareth Rees
- Paul Emerick

- Lawrence Dallaglio
- Tim Payne
- Simon Shaw
- Eoin Reddan
- Serge Betsen

### Entraîneurs
| Saisons                     | Entraîneur(s)                     | Adjoint(s)                                                                                 | Titre(s) |
| 1981-1996                   | Rob Smith                         |                                                                                            | Champion d'Angleterre 1990                                                                                          |
| 1996-1999                   | Nigel Melville                    |                                                                                            | Champion d'Angleterre 1997 Coupe d'Angleterre 1999                                                                  |
| 1999-2000                   | Nigel Melville                    | John Mitchell (avants)                                                                     | Coupe d'Angleterre 2000                                                                                             |
| 2000-2001                   | Nigel Melville                    |                                                                                            | |
| 2001-2002                   | Nigel Melville                    | Shaun Edwards (avants et défense)                                                          | |
| 2002-2005                   | Warren Gatland                    | Shaun Edwards (avants et défense)                                                          | Champion d'Angleterre 2003 Challenge européen 2003 Champion d'Angleterre 2004 H Cup 2004 Champion d'Angleterre 2005 |
| 2005-2008                   | Ian McGeechan                     | Shaun Edwards (entraîneur principal) Leon Holden Craig Dowd (avants)                       | Coupe anglo-galloise 2006 H Cup 2007 Champion d'Angleterre 2008                                                     |
| 2008-2009                   | Ian McGeechan                     | Shaun Edwards (entraîneur principal) Leon Holden                                           | |
| 2009-2011                   | Tony Hanks                        | Shaun Edwards (entraîneur principal) Trevor Woodman (avants) Rob Hoadley (adjoint)         | |
| 2011                        | Leon Holden (intérim)             | Shaun Edwards (entraîneur principal) Trevor Woodman (avants) Rob Hoadley (adjoint)         | |
| 2011-novembre 2011          | Dai Young (directeur du rugby)    | Shaun Edwards (entraîneur principal) Trevor Woodman (avants) Rob Hoadley (adjoint)         | |
| novembre 2011-2012          | Dai Young (directeur du rugby)    | Paul Turner (arrières) Trevor Woodman (avants) Rob Hoadley (adjoint)                       | |
| 2012-2013                   | Dai Young (directeur du rugby)    | Trevor Woodman (avants) Shane Howarth (arrières)                                           | |
| 2013-2015                   | Dai Young (directeur du rugby)    | Stephen Jones (arrières) Brad Davis (défense)                                              | |
| 2015-2016                   | Dai Young (directeur du rugby)    | Lee Blackett (arrières) Andy Titterrell (avants) Brad Davis (défense)                      | |
| 2016-2018                   | Dai Young (directeur du rugby)    | Lee Blackett (arrières) Andy Titterrell (avants) Phil Blake (défense)                      | |
| 2018 - février 2020         | Dai Young (directeur du rugby)    | Lee Blackett (arrières) Andy Titterrell (avants) Ian Costello (défense)                    | |
| février 2020 - juin 2020    | Lee Blackett (entraîneur en chef) | Andy Titterrell (avants) Ian Costello (défense)                                            | |
| juillet 2020 - octobre 2022 | Lee Blackett (entraîneur en chef) | Richard Blaze (avants) Martin Gleeson (attaque) Ian Costello (défense) Neil Fowkes (mêlée) | |